# Caloptilia striolata
Caloptilia striolata là một loài bướm đêm thuộc họ Gracillariidae. Nó được tìm thấy ở Trung Quốc (Fujian).